# Thomas Rymer Jones
Pour les articles homonymes, voir Jones et Thomas Jones.
Thomas Rymer Jones est un zoologiste britannique, né en 1810 et mort en 1880.
Il enseigne l’anatomie comparée au King's College de Londres de 1836 à 1874. Il occupe la chaire fullérienne de physiologie à la Royal Institution et devient membre de la Royal Society en 1844.

## Liste partielle des publications
- 1841 : A general outline of the animal kingdom : and manual of comparative anatomy (J. Van Voorst, Londres) – Exemplaire numérique sur Archive.org.
- 1858 : The aquarian naturalist. A manual for the sea-side (J. Van Voorst, Londres) – Exemplaire numérique sur Archive.org.
- 1861 : General outline of the organization of the animal kingdom : and manual of comparative anatomy (J. Van Voorst, Londres) – Exemplaire numérique sur Archive.org.
- 1865 : The animal creation : a popular introduction to zoology (Society for Promoting Christian Knowledge, Londres) – Exemplaire numérique sur Archive.org.
- 1867 : The natural history of birds : a popular introduction to ornithology (Society for Promoting Christian Knowledge, Londres) – Exemplaire numérique sur Archive.org.